# 談合試合
談合試合(だんごうじあい)とは、片方もしくは双方の競技者もしくはチームが、あらかじめ申し合わせたかのような結果になるように競技を行うこと。

## 概要
スポーツ競技においては、相手競技者もしくはチーム（以下、単に「対戦相手」とする。）に勝利することが最大の目標であるが、予選ラウンドでリーグ戦（ラウンドロビン・トーナメント）を採用した場合、最終節の試合結果次第では対戦相手共々次の段階へ進める可能性が生じる場合がある。その場合、双方が確実に次の段階に進めるようにするために、特定の試合結果になるようにそれ以上の得点をしない状況が起こりうる。また、ライバルと目される競技者・チームが勝ち上がれないようにするために同様の行為が行われることがある。事前に双方が話し合ったかのような試合展開となることから『談合試合』と呼ばれる。
八百長（敗退行為）ではないかと言及されることもあるが、多くの場合は競技規則の範疇の中で（自らと対戦相手の双方が最大の利益を得られる行為として）行われている上、こうした行為は試合展開を踏まえた上で試合の終盤に発生することが少なくなく、その試合の結果について事前の申し合わせが存在したことを証明するのは難しい場合が多い。このため「不正」とみなすべきか「合理的な戦術」と考えるべきかは議論の残るところである。
こうした行為を防ぐため、近年の多くのリーグ戦では（順位で対抗すべき相手の試合結果が判らないように）最終節を同時刻試合開始ととしているケースが多い。

## 談合疑惑が持たれた試合

### サッカー
1978 FIFAワールドカップ2次リーグ グループB最終戦アルゼンチン対ペルー戦
2次リーグ初戦でブラジルがペルーに3-0で勝利、アルゼンチンはポーランドに2-0で勝利、ブラジルとアルゼンチンは0-0で終わりリーグ最終戦を迎えたが、自国開催のアルゼンチンがブラジル戦の後に試合を行うため事前に勝利条件が分かるアルゼンチンに有利だった。
リーグ最終戦でブラジルがポーランドに3-1で勝利、アルゼンチンは決勝進出に4点差以上の勝利が必要という状況になった。結果的に試合はアルゼンチンがペルーに6-0で勝利し決勝に進出した。
ペルーが前半2分にシュートを打った後は何の見せ場もなく敗れたことやグループAの最終戦が同時刻キックオフだったのに対し、グループBの最終戦が前述の通り時間差で行われたことから事前に談合があったとの疑惑が持たれている。当時の軍事政権がペルーに4点差以上の点差で負けるよう要請したとの噂や、試合前にアルゼンチン大統領（当時）のホルヘ・ラファエル・ビデラが試合前にペルーチームの控室を訪ねたという話もあるほか、ペルーのGKラモン・キローガがアルゼンチンからの移民だったことが関係しているのではないかとの疑念も持たれた。
1982 FIFAワールドカップ 西ドイツ対オーストリア戦
各チーム2試合を終えた段階で、オーストリアが2勝、西ドイツ・アルジェリアが1勝1敗、チリが2敗という展開であった。第3試合目はまずアルジェリア対チリが行われ、アルジェリアが3-2で勝利を収めたが、オーストリアと西ドイツはアルジェリアとチリよりも後に試合を行うという日程だったため、西ドイツは勝てば2次リーグに進むことができ、オーストリアも勝利・引き分けは勿論敗戦でも2点差以内なら2次リーグに進むことができた。それをいいことに、両チームの最終戦は西ドイツが前半7分に先制すると、残り83分間両チームはロングボールを蹴り合うだけで積極的に攻める気配を見せず、あからさまに無気力なプレーを続けてそのままタイムアップした。結果、西ドイツとオーストリアが2次リーグに進出し、アルジェリアは1次リーグで敗退した。
試合後、アルジェリアは国際サッカー連盟 (FIFA) に提訴したが訴えは却下された。
UEFA EURO 2004 デンマーク対スウェーデン戦
最終戦を前に、ブルガリアを除く3チームに決勝トーナメント進出の可能性が残されていたが、デンマークとスウェーデンは双方が2得点以上かつ引き分けであれば、自動的に両チームとも決勝トーナメントに進めることになっていた。展開こそ談合が行われたとは考えにくかったものの試合は2-2の引き分けに終わり、デンマークとスウェーデンが決勝トーナメントに進み、残るイタリアは敗退した。
その後イタリアサイドが訴えるも、提訴は却下された。
2018 FIFAワールドカップ・グループH 日本対ポーランド戦
試合前の時点で、1勝1分の日本は引き分け以上で決勝トーナメント進出が決まり、逆にポーランドはグループステージ敗退が決まっていた。一方、同時刻にコロンビアと対戦するセネガルは勝ち点・得失点差・得点で日本と並んでおり、反則ポイントの差で日本を下回ることから、最終戦が2試合同じ結果となった場合は（反則ポイントで逆転しない限り）日本が決勝トーナメント進出となる状況だった。
この試合、日本は59分に先制されるが、74分にセネガルもコロンビアに先制されたことで試合前の状況と変わらなくなったことで、日本はこの試合の残り10分、負けているにもかかわらず攻めるのを止め自陣でボールを回し、試合を動かさない選択をし、そのまま0-1で試合を終える。（セネガルが同点に追いつくとこの作戦は失敗に終わるが、結果的にセネガルはこのままコロンビアに敗れたことで日本は決勝トーナメント進出を決めた）。試合後は観衆が談合試合ではないかと不満を示すブーイングをし、ヨーロッパでは酷評が相次いだ。

### バレーボール
2012年ロンドン五輪世界最終予選兼アジア予選女子大会 日本対セルビア戦
最終日5月27日の第1試合でタイがキューバに3-1で勝利し、この段階で残された2つの出場枠のうちタイ、日本、セルビアの3チームにオリンピック出場の可能性が残されていた。第3試合の日本対セルビア戦では、セルビアは勝てばオリンピックに出場することができ、日本は負けても2セットとることができればオリンピックに出場することができた。結果はセットカウント3-2でセルビアが勝利し、セルビアと日本はオリンピック出場を決め、タイは予選敗退したため、セルビアと日本の間で談合があったのではないかという疑いが持たれた。
この件に関して国際バレーボール連盟は調査を行ったが不正は行われなかったと結論付けた。しかしこのような疑惑が起こるのを防ぐために、2016年オリンピック以後の出場国予選のシステムについては変更を行うこととした。

### 野球
日本プロ野球 1936年秋季 第2次東京大会巨人－阪急戦
1936年秋季のシーズン優勝の決定方式は、6つの大会を開催し、それぞれの大会での優勝チームに勝ち点1を与え（2つ以上のチームの同率優勝の場合は均等に分配）、シーズンを通じて最も多くの勝ち点を得たチームを優勝とするというものであった。5大会を消化した時点で東京巨人の勝ち点が2.5、大阪タイガースが2となり、この2チームにシーズン優勝の可能性が絞られたなか、最後の第2次東京大会が開催される。この大会は7チームがそれぞれ6試合を戦う総当たり戦であったが、巨人は早々につまずき、12月3日の試合終了時点で1勝2敗、この大会での優勝の可能性はほぼ消滅した。大会優勝の可能性を残していたのはタイガース（この時点で3勝1敗）、阪急（同4勝0敗）の2チームである。もしタイガースがこの大会で単独優勝を果たせば勝ち点1を加えて3となり、その時点でシーズン優勝が決定してしまう。巨人にとって自らのシーズン優勝の可能性に望みをつなぐためには、阪急をアシストしてタイガースの優勝を阻止するしかないという状況にあった。
そして行なわれた12月4日の試合、巨人は0-3で阪急に敗北する。日本プロ野球史上において、談合試合と目されている唯一の試合である。
結局この大会でタイガースと阪急は同率優勝を果たし勝ち点0.5ずつを獲得、年間勝ち点2.5でならんだタイガースと巨人によってシーズン優勝決定戦が行なわれ、それを制した巨人が日本プロ野球史上初のシーズン王者に輝いた。
「優勝のための唯一最善の方法が談合試合だった」というこのエピソードは、日本のプロ野球がその草創期において、リーグ戦の運営に不慣れなまま試行錯誤を繰り返していたことを物語るものである。翌シーズンからまた優勝決定方式は改められ、それ以来日本のプロ野球において、談合試合の可能性のある試合は行なわれていない。
韓国プロ野球 1984年後期リーグ 三星－ロッテ戦
1984年の前期リーグ（1988年までは2シーズン制であった）を制覇した三星は、後期リーグは相手を待つ立場になっていた。その後期リーグの優勝の行方はOBとロッテに絞られていたが、この年までの三星はOBとの相性が今一つで、逆にロッテとは相性が良かった。
ロッテがOBを1ゲーム差でリードして迎えた9月22日、三星はこの日からのロッテとの2連戦で連敗するとロッテの優勝が確定する状況であるのをいいことに、談合を犯すこととなる。初戦では4回までに9点を挙げるが、試合中にOBの勝利が報じられるや、不可解な投手交代・相手チームの盗塁の不阻止・意図的とも思える盗塁死を犯し、最後はゴロを捕った後に悪送球という形で9-11で敗北した。さらに翌9月23日も主力を外して7-15で敗れ、世間から大バッシングを受けることとなった。
そして三星の思惑通りロッテは後期を制覇し、この年の韓国シリーズでも第5戦までで三星が3勝2敗とリードしていたが、第6, 7戦を落として韓国チャンピオンを逃すこととなる。
その結果、三星は2002年に韓国シリーズを制覇するまで、長年にわたりダーティーイメージが付きまとうこととなった。また、KBOは数度にわたり韓国シリーズ進出の制度変更を余儀なくされた。

### 競輪
フラワーラインによる優勝たらい回し
1980年代前半、中野浩一ら九州勢に対抗するため競輪のグループ組織であるフラワーラインは山口国男が「一員」を順番に特別競輪で優勝させるという策に出るようになり、1983年の高松宮杯競輪の尾崎雅彦、同年・オールスター競輪の菅田順和、さらに1984年の日本選手権の滝澤正光、1985年の日本選手権の清嶋彰一と、山口が描いていたとおりの形で続々とタイトルホルダーを誕生させていくが、この策は競輪ファンやマスコミから批判を受けフラワーラインは消滅した。